# Вест-Норвудський цвинтар
Вест-Норвудський цвинтар (англ. West Norwood Cemetery) — міський некрополь у районі Вест-Норвуд, боро Ламбет, Великий Лондон, входить до «Магічної сімки». 

## Розташування
Вест-Норвудський цвинтар розташований на півдні Лондона, у боро Ламбет і є одним з найбільших лондонських цвинтарів. Неподалік від цвинтаря знаходиться один з головних лондонських залізничних вокзалів — Ватерлоо. На території цвинтаря знаходиться каплиця-крематорій.
Площа цвинтаря — 16 га, на якій знаходяться 164 тисячі могил та 34 тисячі кремацій.

## Історія
Цвинтар був відкритий у 1836 році. При створенні було розроблено чітке планування та ландшафтний дизайн цвинтаря. 
Нові поховання в землю на цвинтарі не проводяться. На цвинтарі працює крематорій, та проводиться поховання кремованих в урна у газон цвинтаря. 

## Пам'ятки

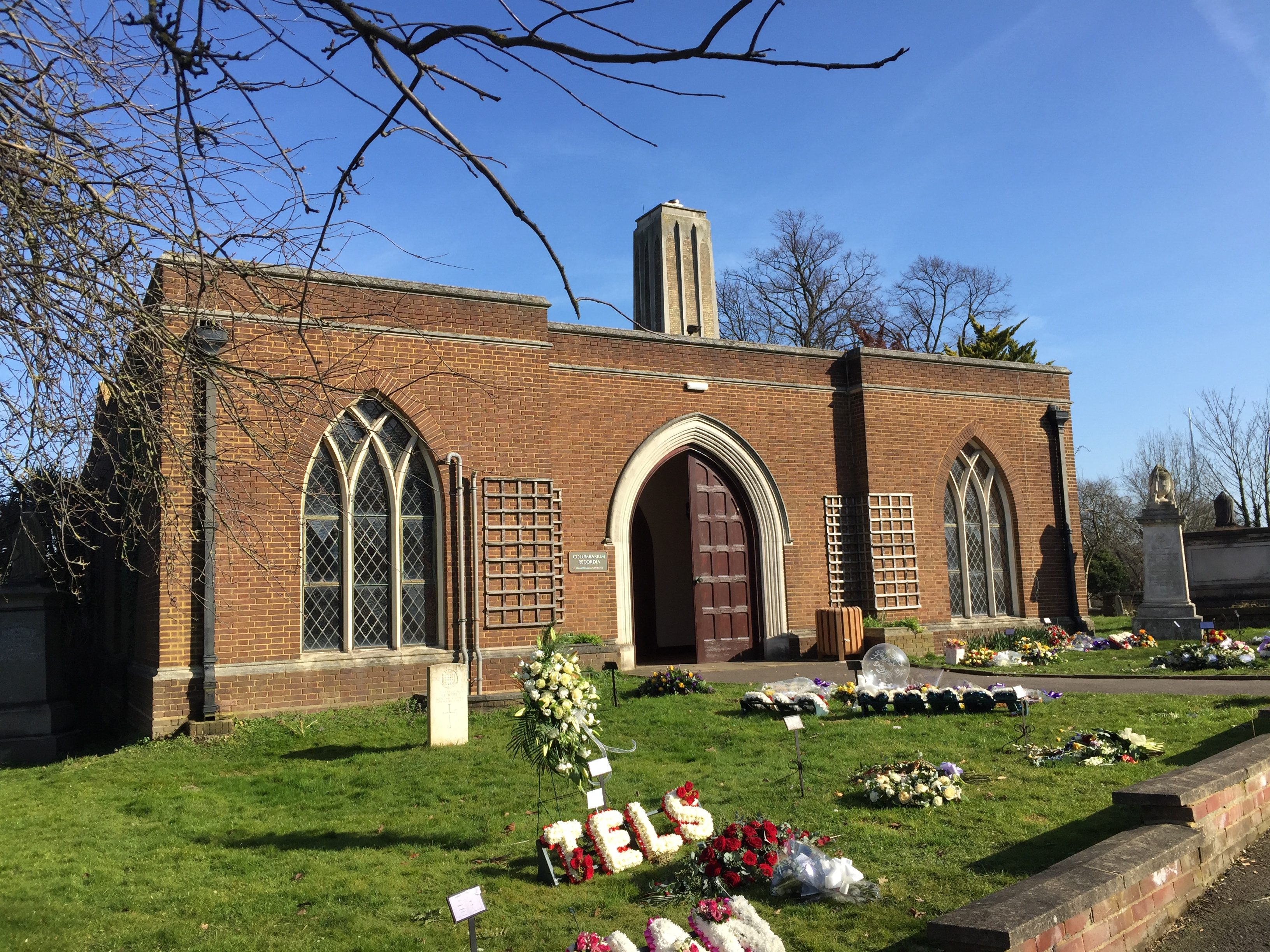
Крематорій цвинтаря

Вважається, що на цвинтарі знаходиться найкраща колекція могильних пам'ятників у Лондоні, і багато його надгробків, склепів, мавзолеїв, катакомб та колумбаріїв є архітектурними та історичними пам'ятками Великої Британії. 
Значна частина споруд цвинтаря зведена у неоготичному стилі. Особливо цінними є Теракотовий мавзолей Генрі Долтона та Керамічний мавзолей Генрі Тейта (засновника відомої галереї  Тейт).
На цвинтарі є грецька православна ділянку (створена у 1842 році), військовий меморіал, присвячений жертвам Першої та Другої Світової війни. 
Вест-Норвудський цвинтар має катакомби, які знаходяться під Єпископальною каплицею. Для спуску в катакомби є гідравлічний ліфт, встановлений у 1839 році. Каплиця була пошкоджена під час війни, а остаточно зруйнована в 1955 році, катакомби ж залишилися недоторканими, і нині є доступні для відвідувачів. У катакомбах налічують близько 2500 поховань.

## Відомі особи, які поховані на Вест-Норвудському цвинтарі
- Генрі Бессемер — британський винахідник, член Лондонського королівського товариства (з 1879).
- Ізабелла Бітон — британська домогосподарка, кулінарка та письменниця, вважається першим або одним з перших кулінарних письменників.
- Томас Віллерт Біл[en] — британський письменник.
- Вільям Томас Бранде[en] — британський хімік.
- Ґеорґ Гаккеншмідт — британський борець, письменник та філософ.
- Джон Дойл — британський карикатурист, художник та літограф.
- Томас Кавергілл Джердон — британський медик, зоолог та ботанік.
- Джеймс Есдейл[en] — шотландський хірург.
- Джон Ньюлендс — британський хімік.
- Дімітріос Капетанакіс — новогрецький поет, критик, перекладач, філософ.
- Річард Кристофер Керрінґтон — британський астроном.
- Гайрем Стівенс Максим — британський винахідник і зброяр американського походження, творець однієї з найзнаменитіших конструкцій кулемета «Максим».
- Роберт Маллет — ірландський геофізик, інженер, винахідник, дослідженик землетрусів.
- Ґідеон Мантелл — британський палеонтолог.
- Вільям Аллен Міллер[en] — британський хімік та астроном.
- Роберт Моффат — шотландський місіонер-конгрегаціоналіст та перекладач Біблії, який проповідував в південній Африці.
- Олександр Паркес[en] — британський металург, винахідник пластмаси.
- Девід Робертс) — шотландський художник.
- Пол Ройтер — британський журналіст, засновник агентства новин Рейтер.
- Чарльз Гаддон Сперджен — британська проповідник та теолог.
- Альфред Генрі Форрестер[en] — британський ілюстратор та художник.
- Генрі Тейт — британський бізнесмен та філантроп, засновник групи галерей Тейт.
- Джон Юз — британська гірничий інженер.

## Галерея

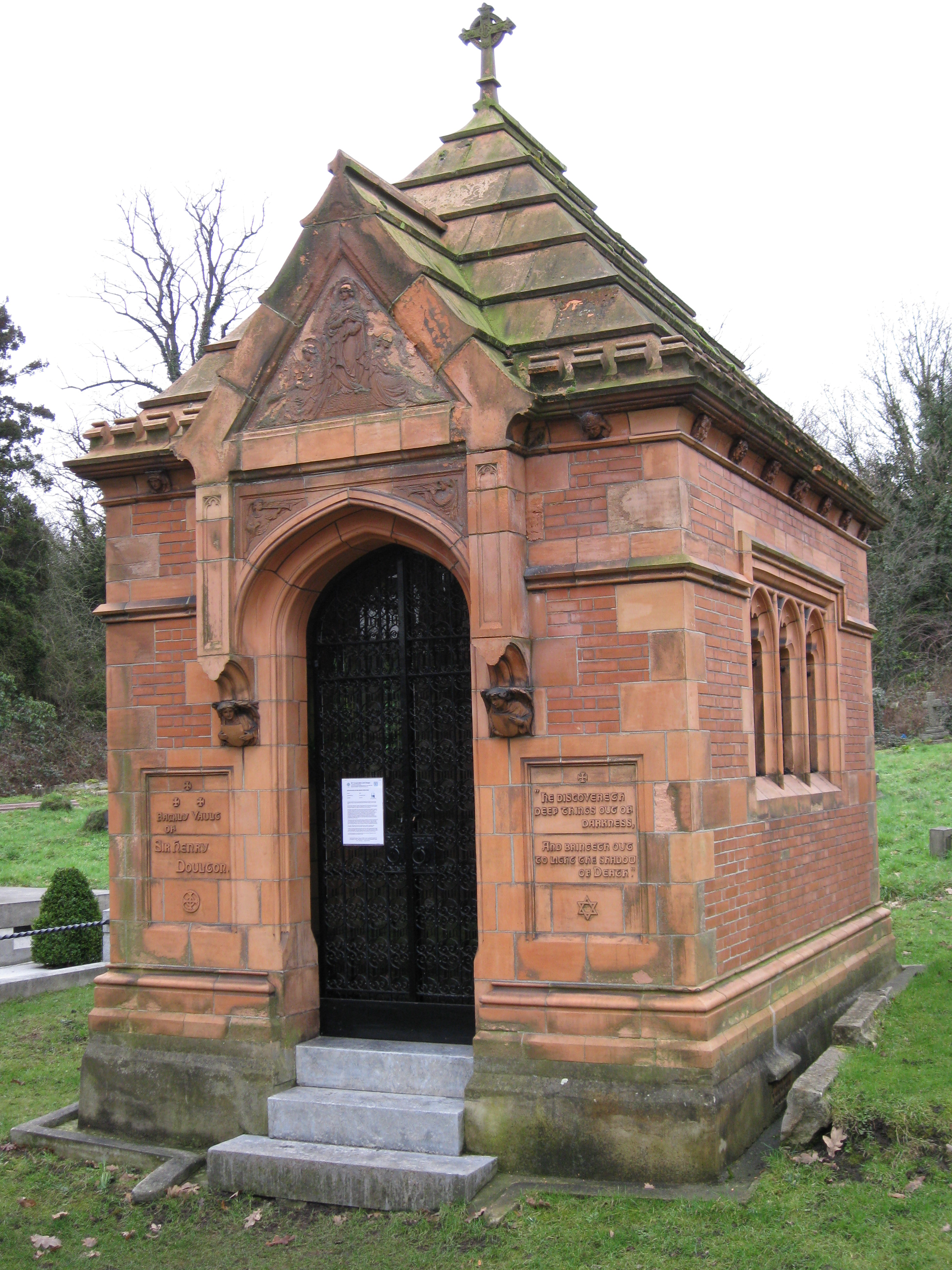
Теракотовий мавзолей Генрі Долтона
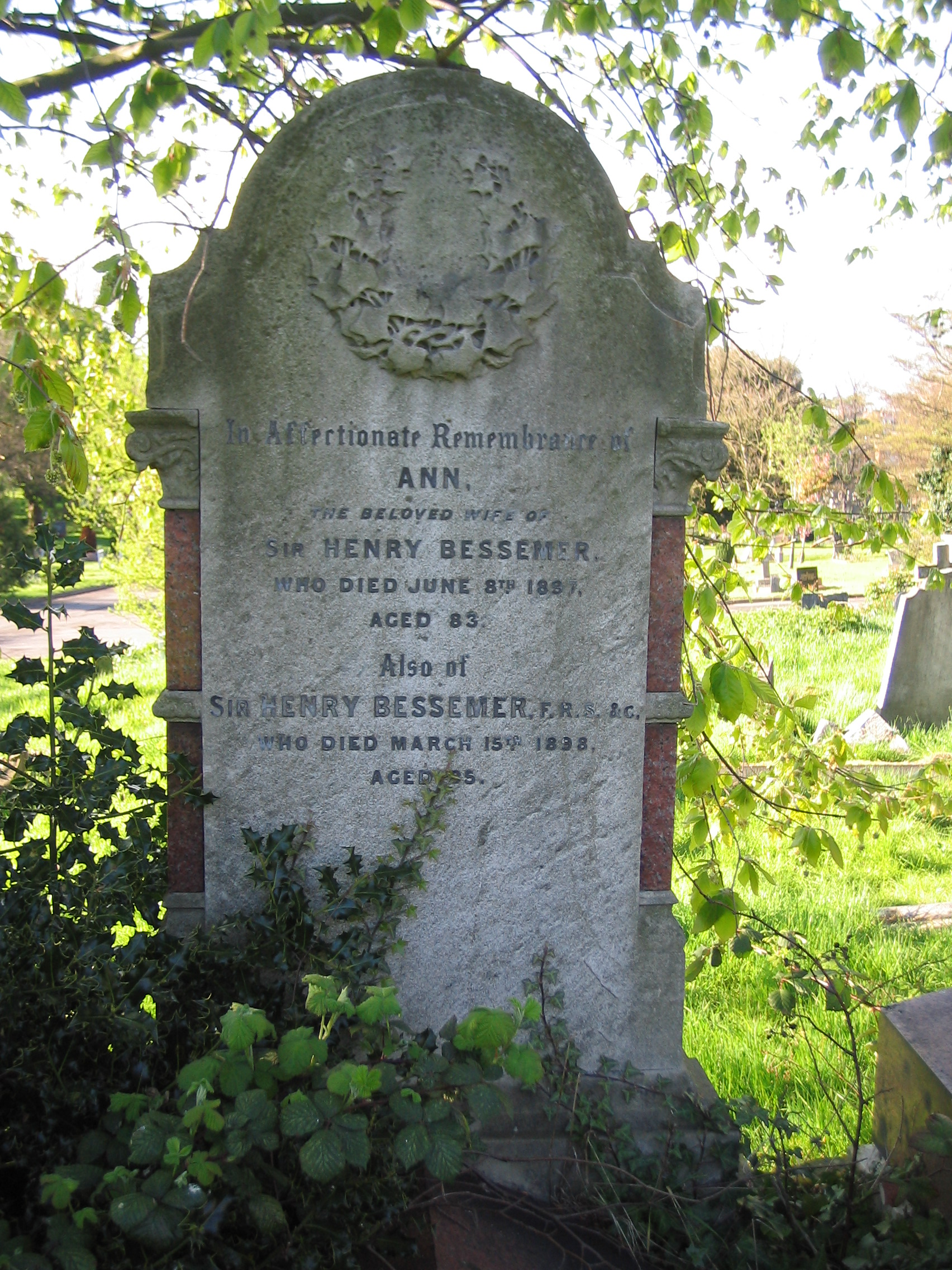
Надгробок Генрі Бессемера
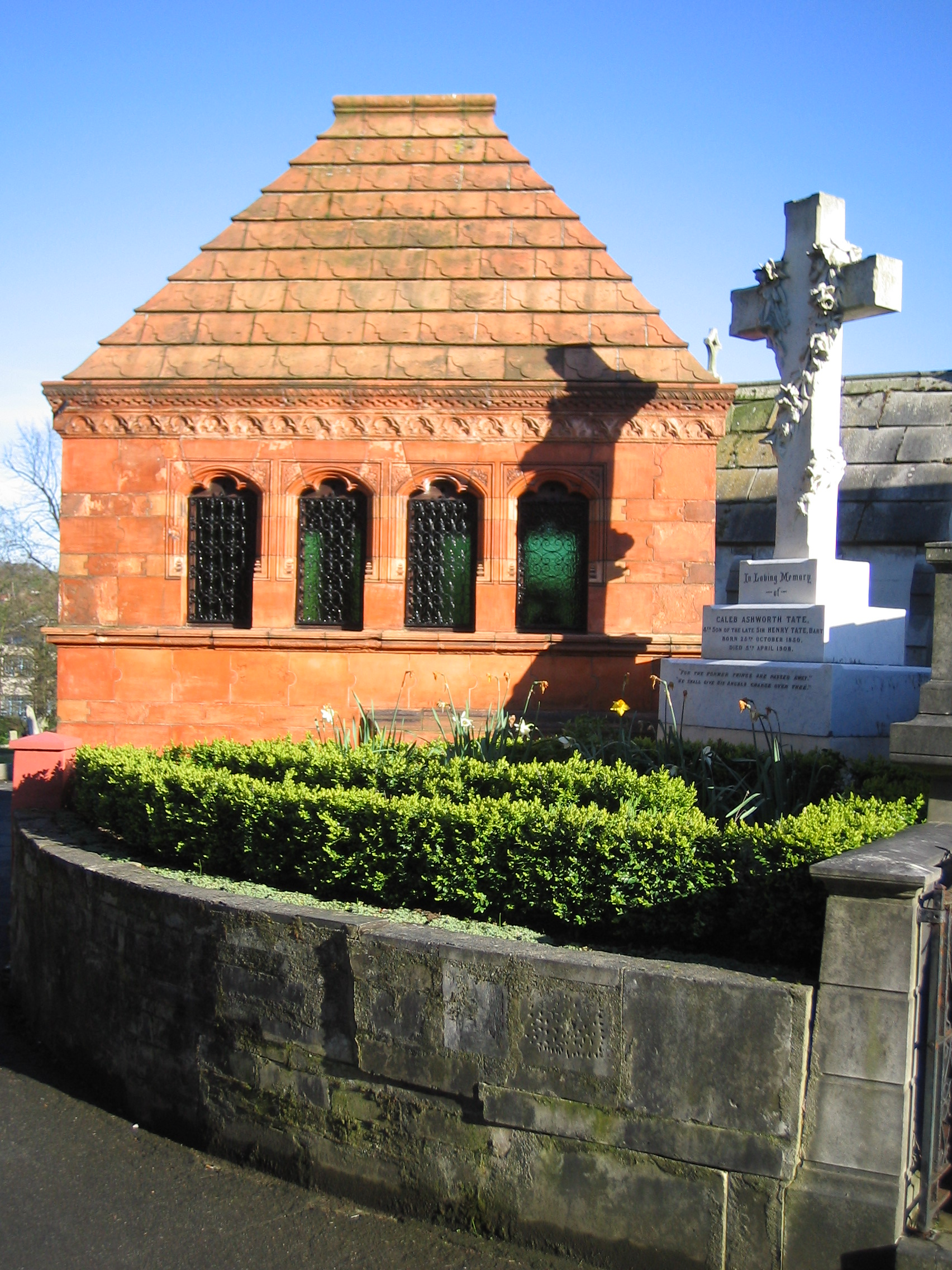
Керамічний мавзолей Генрі Тейта
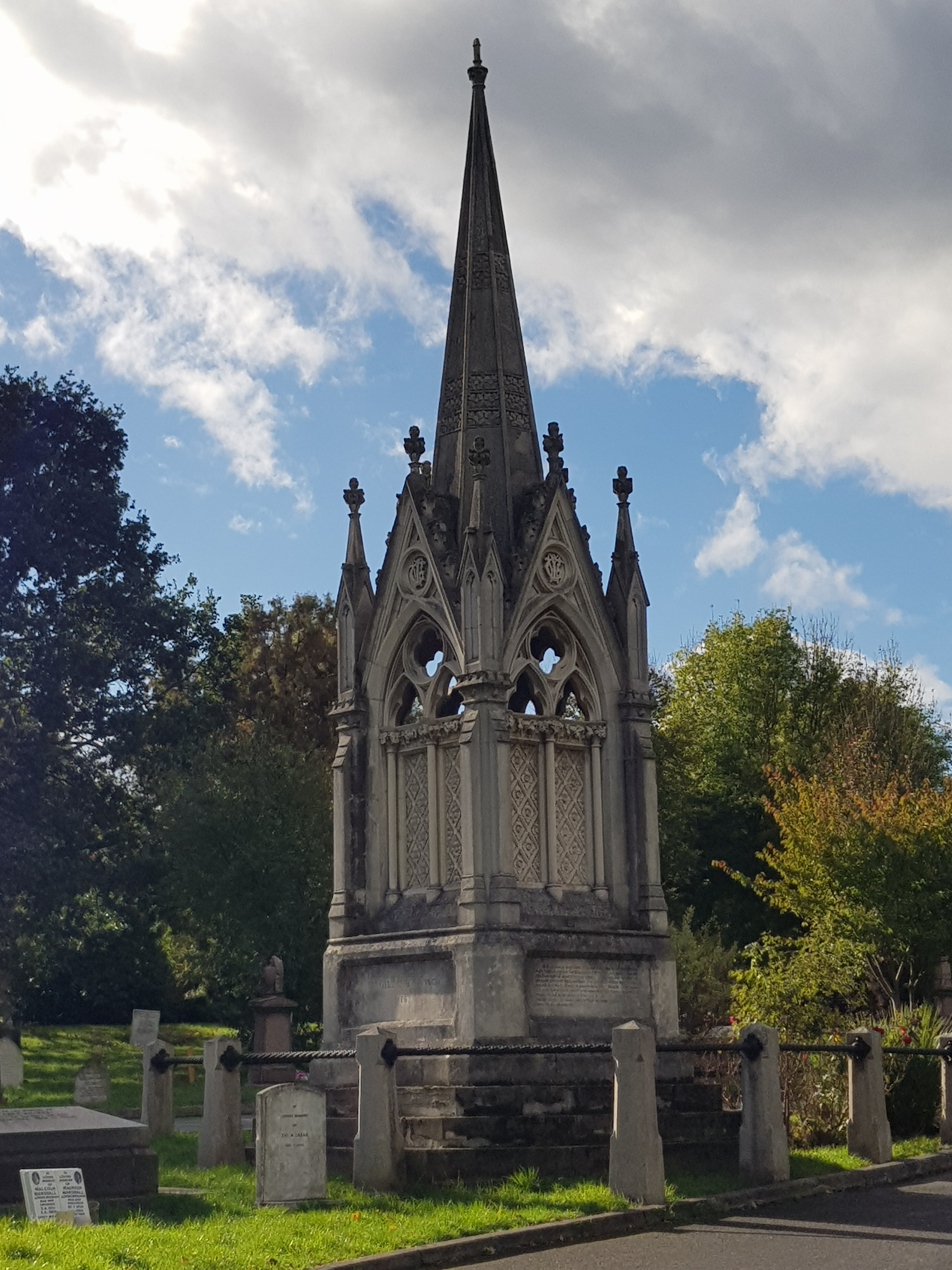
Гробівець банкіра Джеймса Вільяма Ґілбарта
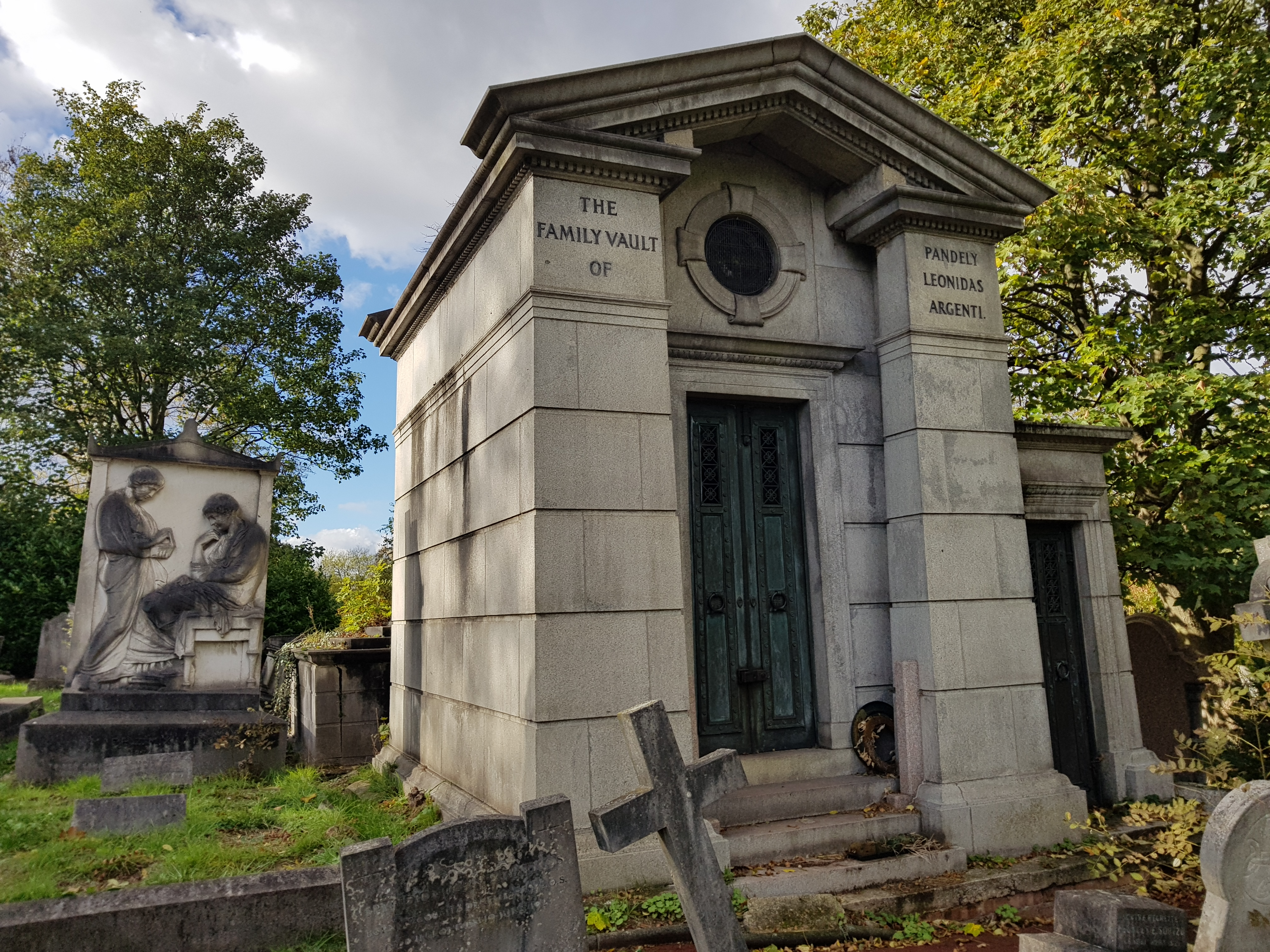
Панделі Леонідаса Аргенті

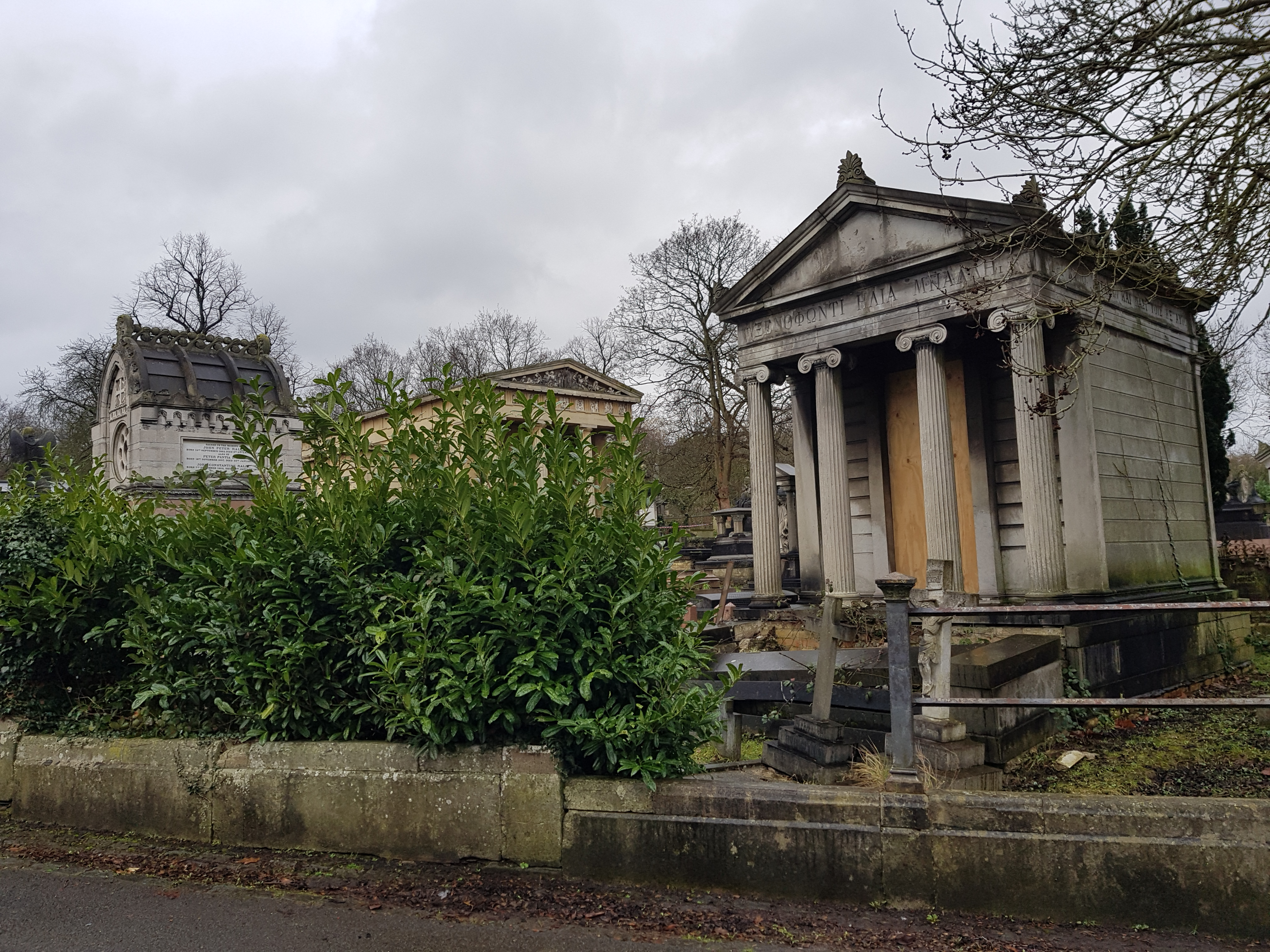
Мавзолей родини Баллі, грецька православна ділянку
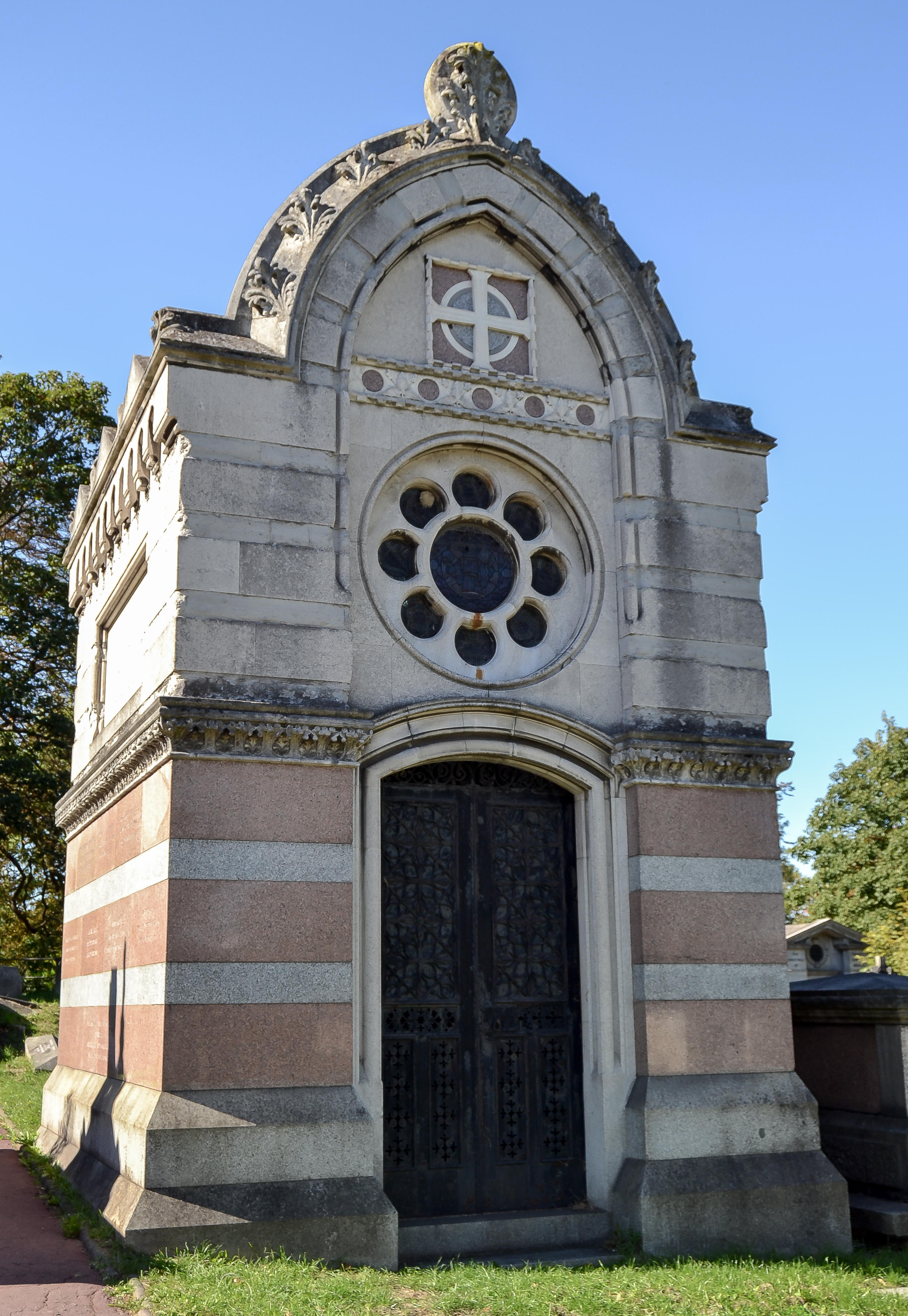
Мавзолей Євстратіоса Раллі, грецька православна ділянку
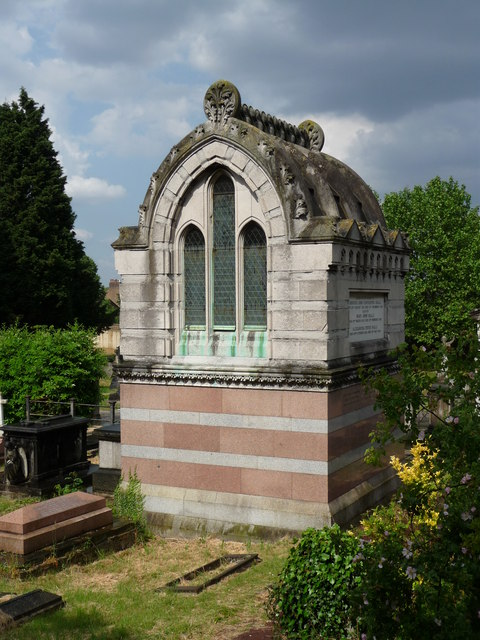
Мавзолей Пітера Раллі, грецька православна ділянку
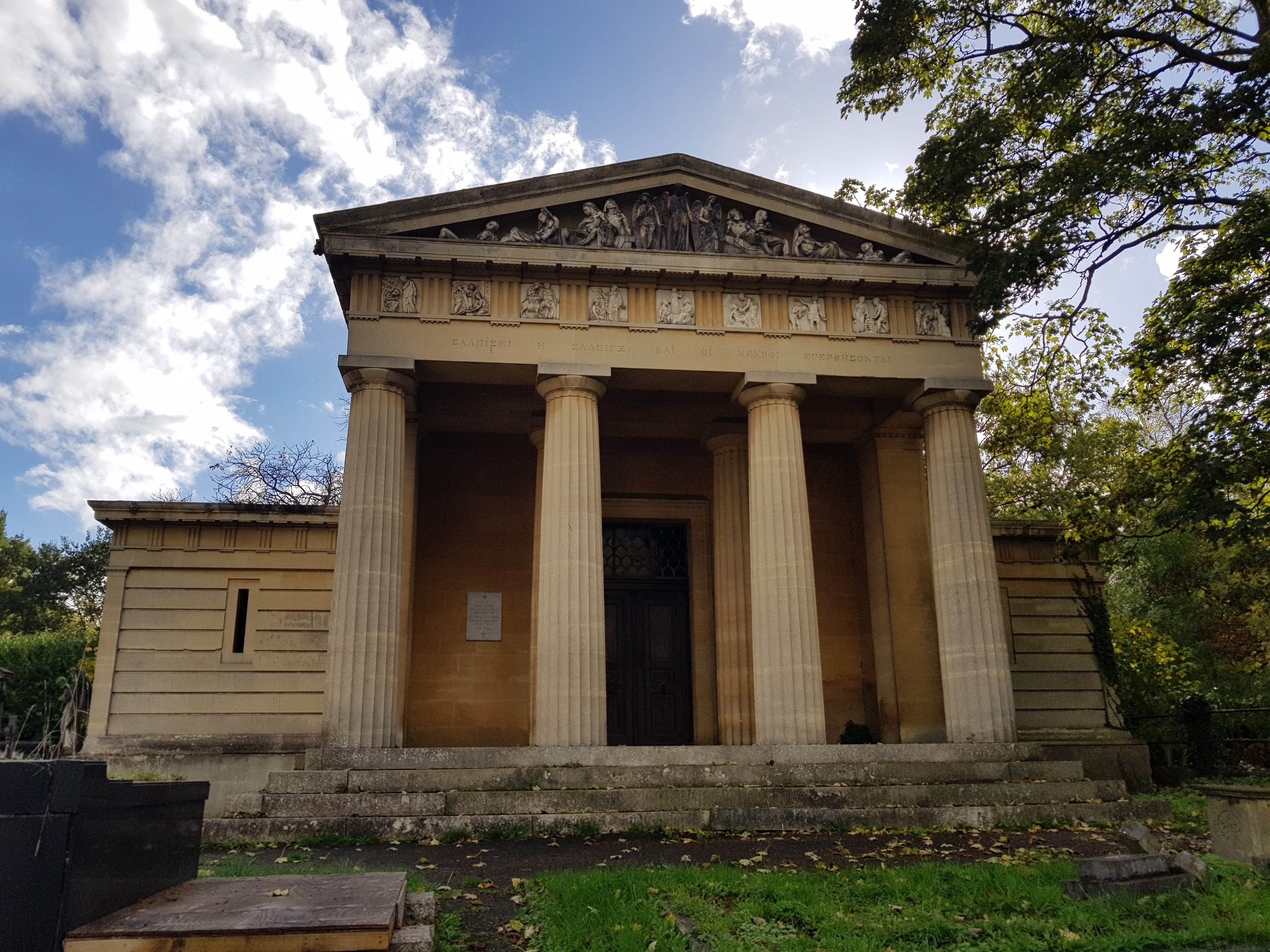
Мавзолей Авґустуса Раллі, грецька православна ділянку
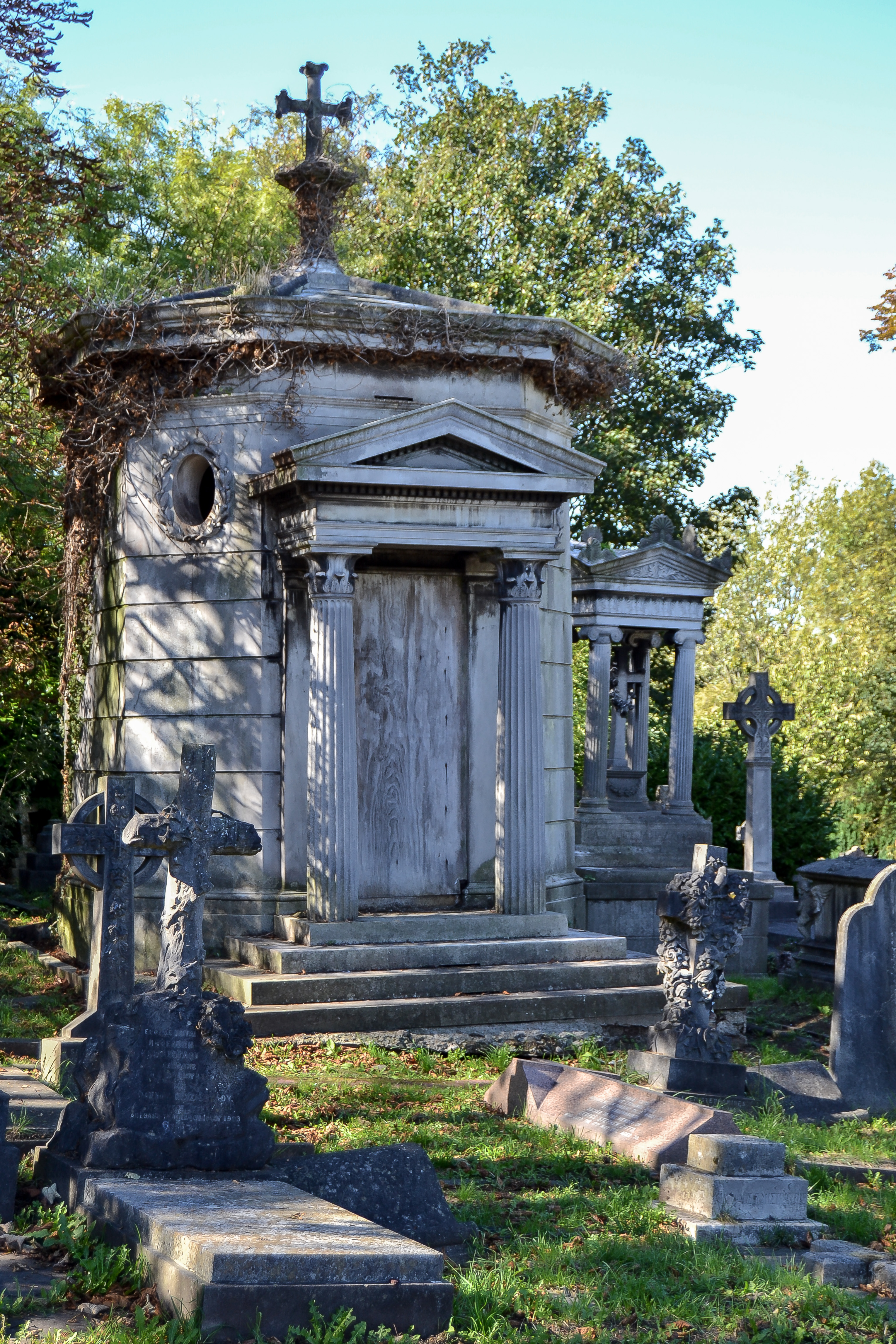
Мавзолей Панагіса Валліаноса

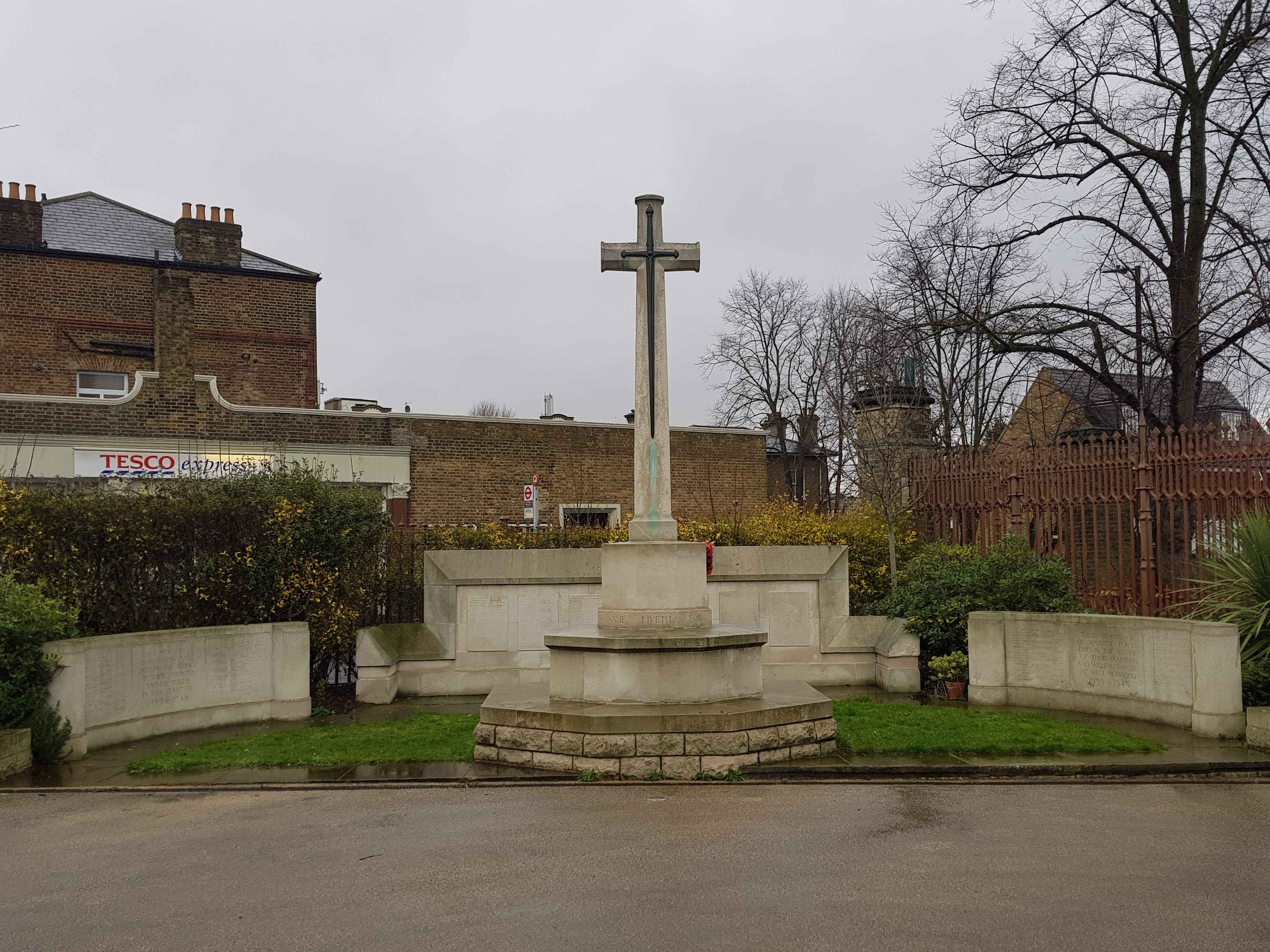
Військовий меморіал
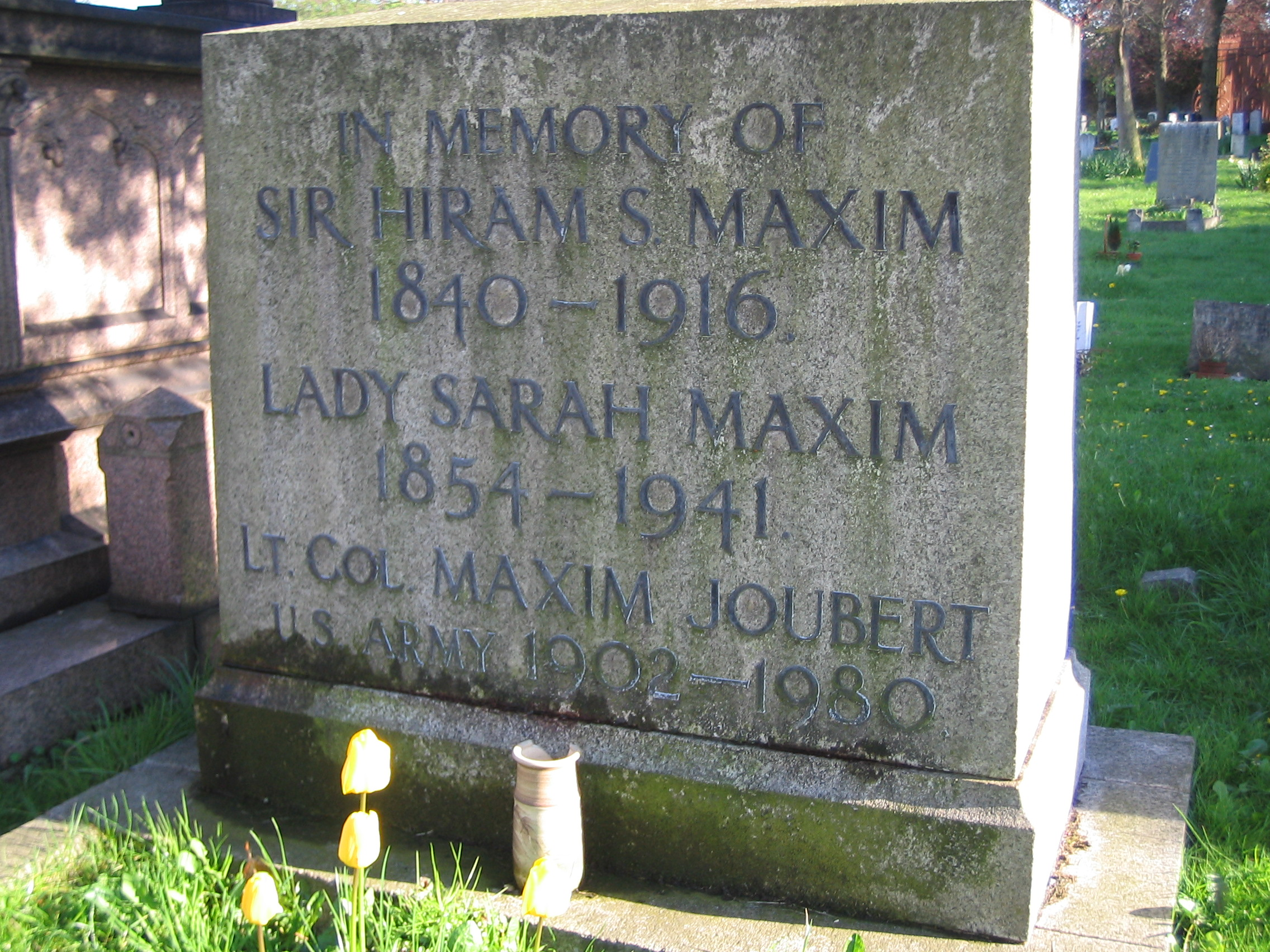
Надгробок Гайрема Стівенса Максима
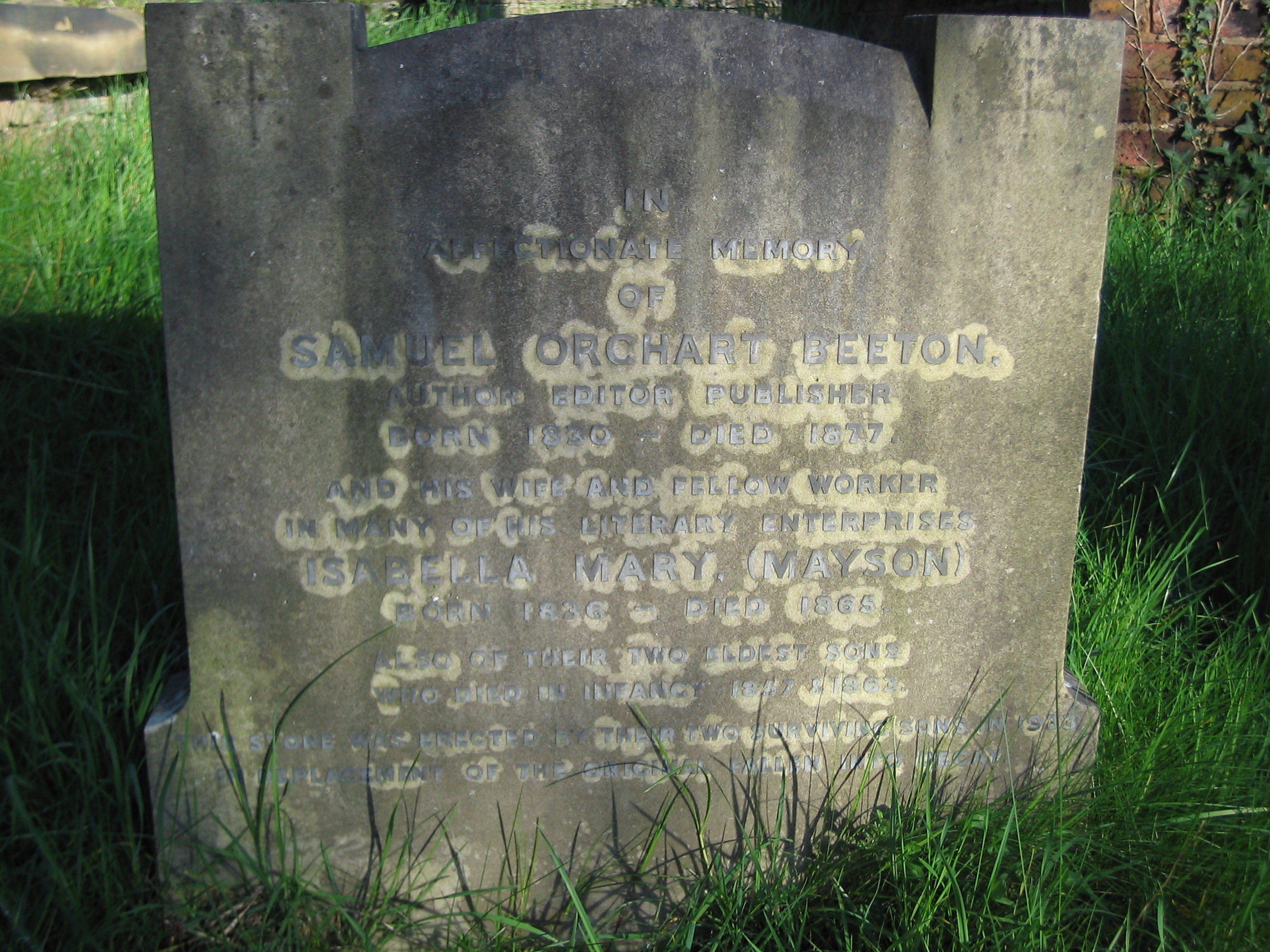
Надгробок Ізабелли Бітон
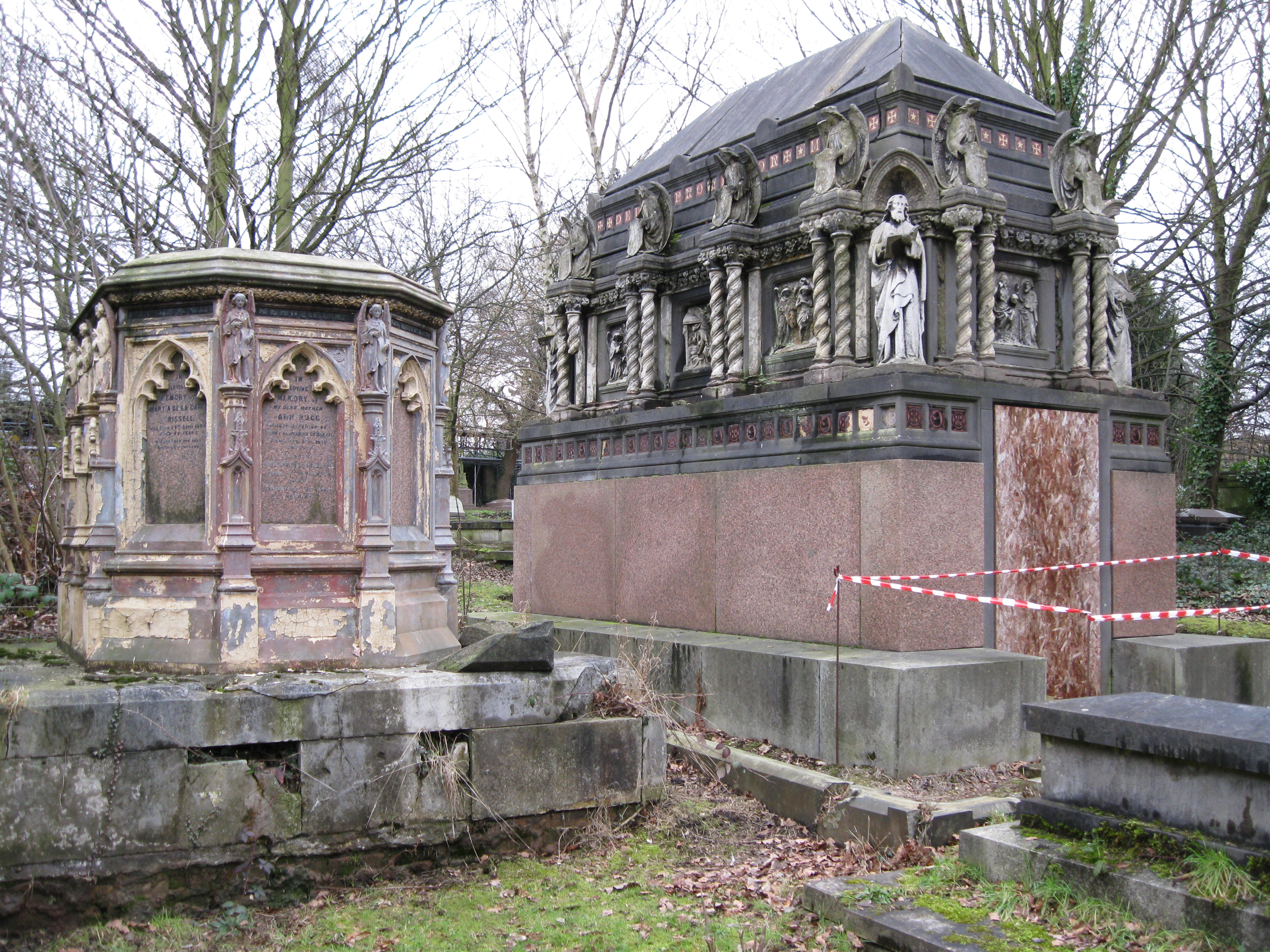
Гробівець Генрі Ґрісселла
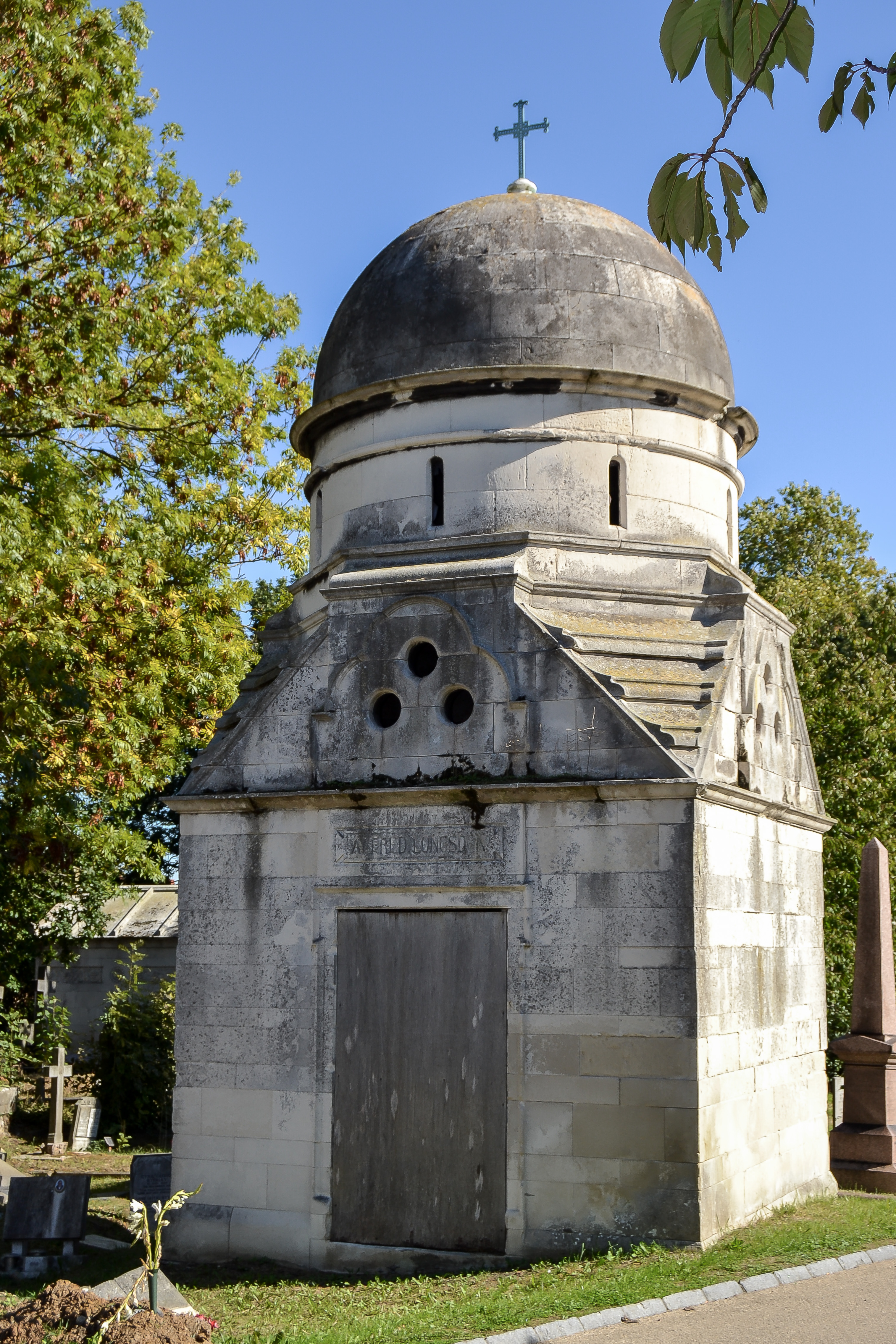
Мавзолей Альфреда Лонґсдон
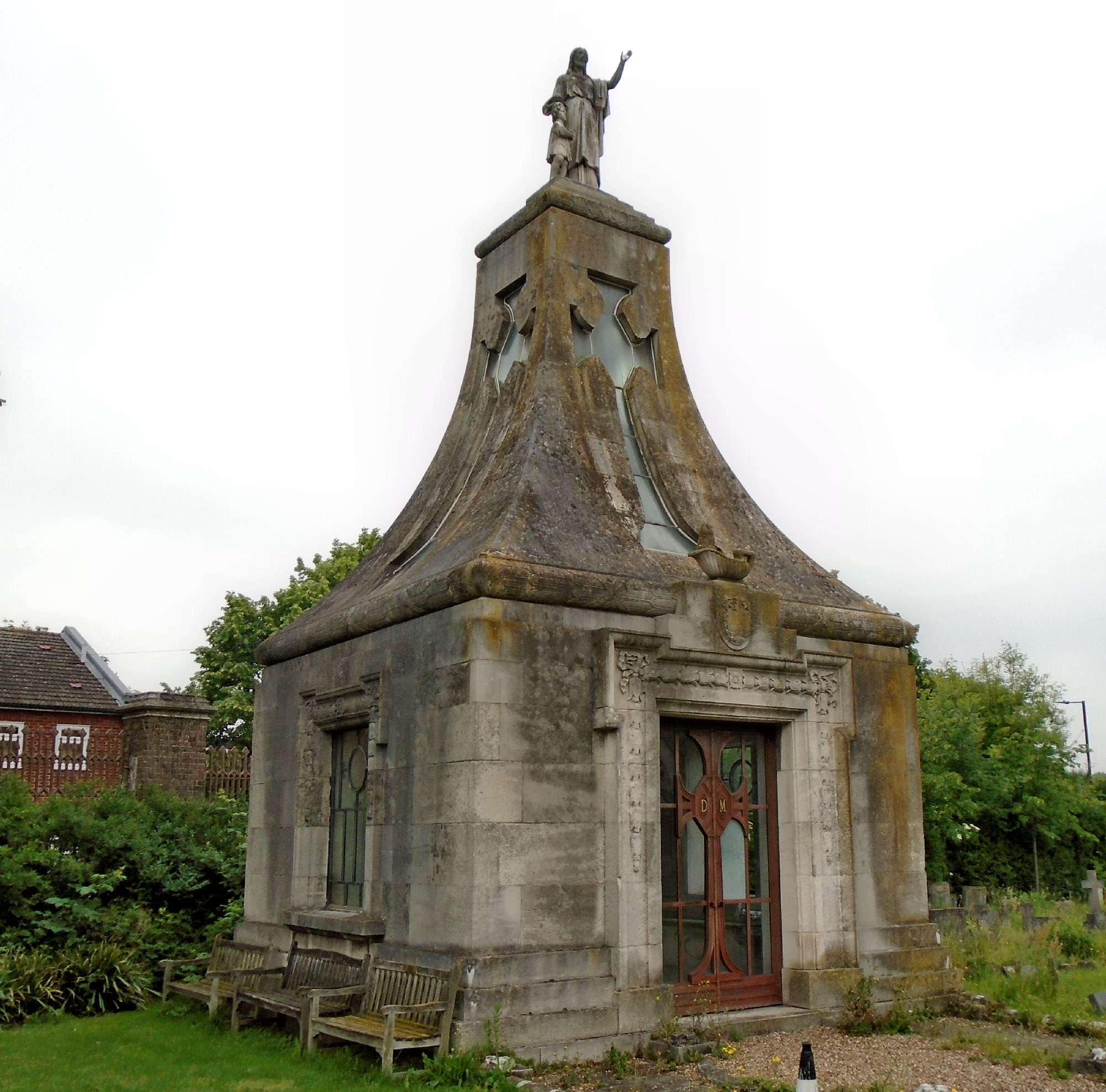